# Bésame (canción de Camila)
«Bésame» es el nombre del tercer sencillo del grupo mexicano Camila que se desprende de su segundo material discográfico Dejarte de amar (2010). Fue lanzado el lunes 2 de agosto de 2010.

## Información general
la banda presentó en el segundo dia de agosto del año 2010. «Bésame» es el tercer tema del disco que ya cuenta con un éxito entre sus líneas. Su lanzamiento en radiodifusoras se colocó en los cuatro primeras posiciones de las listas más importantes. En cartelera Billboard alcanzó la posición 3 del Latin Pop Songs y lleva más de 40 semanas en lista.

## Otras versiones
Además de la versión normal de la canción, existen unas dos versiones más, una en italiano con el mismo título Bésame y un remix incluido en Dejarte de Amar Edición Especial con el título Bésame (Paco Peres - Extended Mix).

## Posicionamientos
| Conteo (2010)                                  | Posición máxima |
| ---------------------------------------------- | --------------- |
| Argentina Singles Top 100                      | 4               |
| Lo Más 40 Del 2010 (Los 40 Principales México) | 1               |
| Top Ten de Digital (Digital 102.9)             | 1               |
| Exametro (Exa Fm)                              | 2               |